# Baanvak

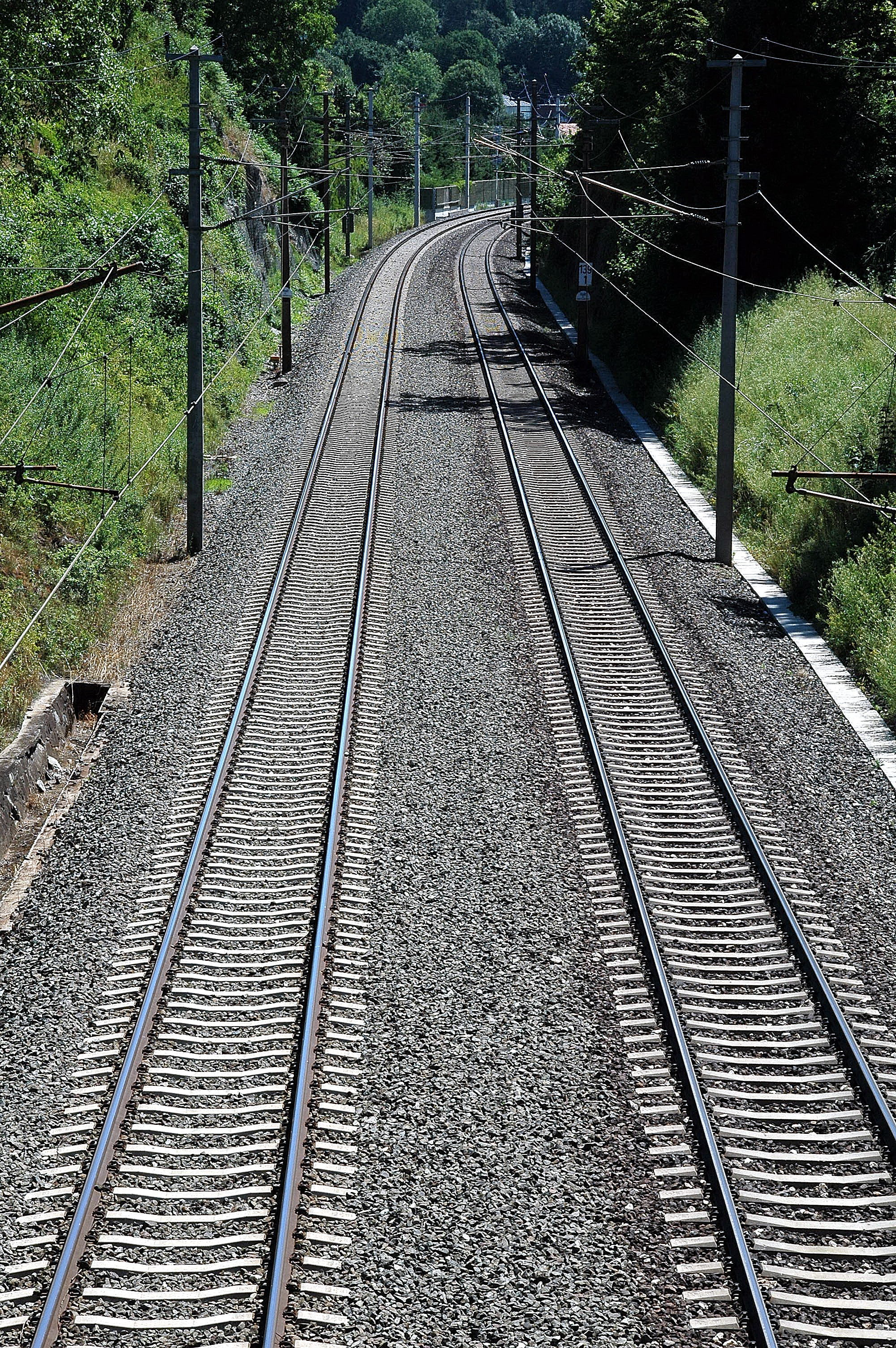
Baanvak

Een baanvak is een gedeelte spoor tussen twee (grotere) stations. Een baanvak kan bestaan uit een of meer sporen. De maximumsnelheid op een spoorlijn kan per baanvak verschillen, ieder baanvak kent zijn eigen baanvaksnelheid.
In sommige landen zijn de baanvakken genummerd. In Duitsland bijvoorbeeld is elk baanvak voorzien van een Kursbuch-nummer (KBS).
Een baanvak is meestal onderverdeeld in blokken. Korte baanvakken kunnen soms uit slechts een blok bestaan. Zie verder blokstelsel.
Volgens de netverklaring is een baanvak (ook traject genoemd) een opeenvolging van aaneengesloten dienstregelpunten en vrije banen, beginnend en eindigend in een dienstregelpunt; een dienstregelpunt is een punt dat een rol speelt bij de processen van de treindienst, zoals stations, haltes, aansluitingen, beweegbare bruggen, en locaties relevant voor materieelbehandelingen en de planning en besturing van de personeelsdiensten.
Het woord baanvak wordt in België ook gebruikt voor rijstrook.